# Hana Mašková
Hana Mašková (n. 26 septembrie 1949, Praga, Cehoslovacia – d. 31 martie 1972, Vouvray, Centre, Franța) a fost o patinatoare artistică ce a reprezentat Cehoslovacia, medaliată olimpică. A participat la 2 ediții ale Jocurilor Olimpice (1964, 1968) în care a câștigat o medalie de bronz.